# مدروسة
مدروسة، بالأمازيغية أمدغاسن (بالفرنسية: medroussa)‏ إحدى بلديات ولاية تيارت الجزائرية، معروفة باسم لوهو نسبة إلى سكانها آيت لوهو. تقع على الطريق الوطني رقم 14 تتوسط كل من مدينتي تيارت وفرندة، تتواجد بها مجموعة من مقابر ملوك النوميديين.
أصل بلدية مدغوسة هو بلدية سيدي بختي حاليا والتي تم إستحداثها أثناء التقسيم الإداري لسنة 1984، بعدما تم تحويل كل السجلات الإدارية وكل ما يتعلق بها إلى المقر الجديد وهذا بجهود رئيس البلدية أنداك حطاب أحمد، حيث اضطروا آنداك حتى إلى نزع اللوحة الإستدلالية الدالة على موقع البلدية وتحويلها إلى مكانها الحالي